# Gamleby kyrka
Gamleby kyrka är en kyrkobyggnad som tillhör Gamleby församling i Linköpings stift. Kyrkan ligger i samhället Gamleby i Västerviks kommun.

## Kyrkobyggnaden
Föregående kyrka, som troligen var uppförd på 1200-talet, låg 1,5 kilometer sydost om nuvarande kyrkplats. Kyrkan var byggd av gråsten och bestod av långhus med rakt avslutat kor.
Nuvarande kyrka uppfördes 1832-1833 under ledning av byggmästaren J .F. Oppman efter ritningar av arkitekt Axel Almfelt. 27 augusti 1837 invigdes kyrkan av biskop Johan Jacob Hedrén.
Kyrkan har en stomme av tegel består av ett rektangulärt långhus med sydöstlig-nordvästlig orientering. Koret ligger i sydost och tornet i nordväst. Ytterväggarna är spritputsade och målade i grått. Långhusets tak är klätt med kopparplåt och valmat över koret. Tornet med lanternin har tak klädda med kopparplåt.

## Inventarier
- Nuvarande altare är byggt 1970.
- Altartavlan är från slutet av 1500-talet.
- Dopfunten av Ölandskalksten skänktes till kyrkan 1660. En dopskål av tenn är från 1600-talet.
- En målning med motivet Kristus på korset och nattvarden är gjord 1760 av Magnus Wicander.
- Predikstolen är tillverkad 1833 av bildhuggare Malmström.

### Orgel

#### Läktarorgeln
- 1704 bygger Johan Åhrman en orgel med 5 stämmor.
- 1869 bygger Frans Andersson, Stockholm, en orgel med 8 stämmor.
- 1944 bygger Mårtenssons orgelfabrik i Lund en orgel. 1973 ombyggdes den om och byggdes ut av Magnus Fries, Sparreholm.

Disposition:
| Huvudverk I         | Svällverk II         | Öververk III      | Pedal           | Koppel |
| Borduna 16'         | Rörflöjt 8'          | Gedackt 8'        | Subbas 16'      | I/P    |
| Principal 8'        | Salicional 8'        | Qvintadena 8'     | Oktava 8'       | II/P   |
| Flûte harmonique 8' | Principal 4'         | Principal 4'      | Spetsgedackt 8' | III/P  |
| Oktava 4'           | Blockflöjt 4'        | Öppenflöjt 4'     | Nachthorn 4'    | II/I   |
| Rörgedackt 4'       | Nasard 2 2/3'        | Oktava 2'         | Waldflöjt 2'    | III/I  |
| Qvinta 2 2/3'       | Koppelflöjt 2'       | Qvinta 1 1/3'     | Mixtur 3 ch     |        |
| Oktava 2'           | Gemshornsters 1 3/5' | Oktava 1'         | Fagott 16'      |        |
| Mixtur 4 ch         | Scharff 4 ch         | Sesquialtera 2 ch | Skalmeja 4'     |        |
| Trumpet 8'          | Krumhorn 8'          | Tremulant         |                 |        |
|                     | Tremulant            |                   |                 |        |

2001 bygger Ålems Orgelverkstad AB den nuvarande orgeln.
| Man I. Huvudverk    | Man II. Svällverk   | Pedal          | Koppel    |
| ------------------- | ------------------- | -------------- | --------- |
| Borduna 16'         | Bassetthorn 8'      | Subbas 16'     | II/I      |
| Principal 8'        | Gedackt 8'          | Violoncello 8' | II/P      |
| Flûte harmonique 8' | Fugara 8'           | Oktava 4'      | I/P       |
| Rörflöjt 8'         | Flûte octaviante 4' | Bombarde 16'   | II 16'/II |
| Salicional 8'       | Gambetta 4'         |                | I 4'/I    |
| Oktava 4'           | Waldflöjt 2'        |                |           |
| Flöjt 4'            | Cornett 3 chor      |                |           |
| Oktava 2'           | Oboe 8'             |                |           |
| Mixtur 3 chor       | Tremulant           |                |           |
| Trumpet 8'          |                     |                |           |

#### Kororgeln
- Orgeln är byggd 1980 av Walter Thür Orgelbyggen, Torshälla. Orgeln är mekanisk.

Disposition:
| Huvudverk I    | Svällverk II  | Pedal       | Koppel |
| Gedackt 8'     | Rörflöjt 8'   | Subbas 16'  | I/P    |
| Principal 4'   | Viola 8'      | Koralbas 4' | II/P   |
| Hålflöjt 4'    | Spetsflöjt 4' |             | II/I   |
| Waldflöjt 2'   | Principal 2'  |             |        |
| Mixtur 3 ch    | Ters 1 3/5'   |             |        |
| Rörskalmeja 8' | Nasat 1 1/3'  |             |        |
| Tremulant      | Tremulant     |             |        |

## Diskografi
- Orgeln i Gamleby. Anders Bondeman, orgel. CD. Nosag Records CD 097. 2004.

### Webbkällor
- anläggningspresentation
- byggnadspresentation
- Wikimedia Commons har media som rör Gamleby kyrka.